# Kostel Panny Marie Těšitelky (Dobrá Voda)
Kostel Panny Marie Těšitelky (německy Die Wallfahrtskirche Maria Trost), oficiálně zvaný kostel Nanebevzetí Panny Marie, někdy též zvaný poutní kostel P. Marie Dobré Rady, je římskokatolický farní kostel na Dobré Vodě u Nových Hradů. Tento chrám je zároveň poutním místem přezdívaným „Jihočeské Lurdy“, na které putuje mnoho poutníků jak z Česka, tak ze sousedního Rakouska.

## Historie
Kostel Panny Marie Těšitelky byl postaven na místě léčivého pramene. Nahradil tak malou kapličku, která již nedostačovala počtu poutníků, kteří sem neustále přicházeli. Základní kámen této svatyně byl položen 13. května 1706 a celá stavba byla dokončena v roce 1715. Stavebníkem byl Karel A. Buquoy. Varhany postavil varhanář Christoph Lachenwitzer v roce 1727.  Kostel nechala v roce 1888 zrekonstruovat hraběnka Filipina Buquoyová a jeho opětovné vysvěcení provedl 14. října 1888 českobudějovický biskup Martin Josef Říha. Po skončení 2. světové války a následném nástupu totalitního režimu začala stavba chátrat. Mezi lety 1987 a 1992 byla provedena obnova vnějšího pláště, bohužel však špatnou metodou. Dnešní podobu dostal poutní chrám až kompletní rekonstrukcí mezi lety 2011 a 2016.

### Program záchrany architektonického dědictví
V rámci Programu záchrany architektonického dědictví bylo v letech 1995-2014 na opravu památky čerpáno 3 450 000 Kč.
| rok    | 2010 | 2011  | 2012 | 2013 | 2014 |
| ------ | ---- | ----- | ---- | ---- | ---- |
| částka | 700  | 1 040 | 610  | 600  | 500  |

## Galerie

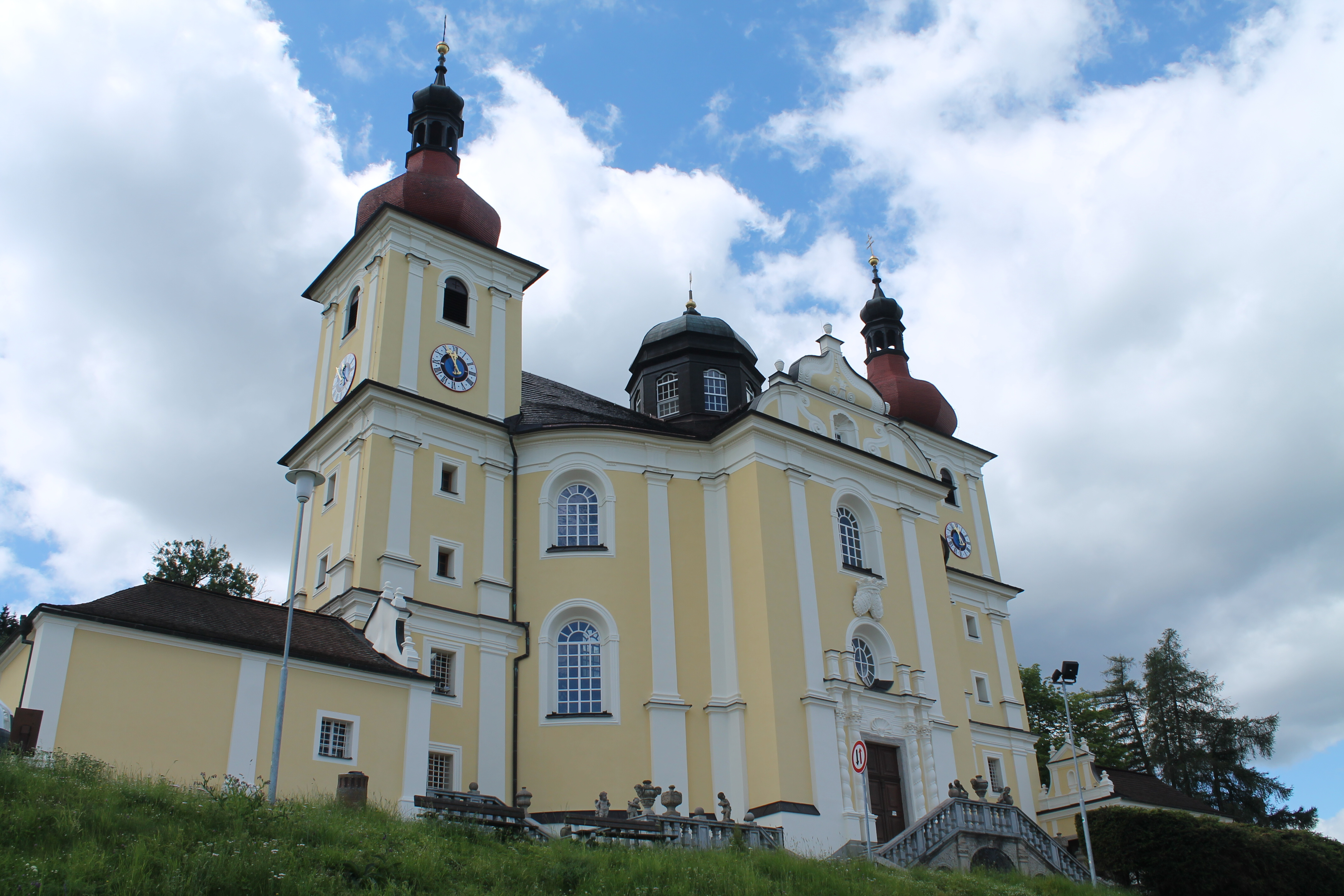
Vstupní průčelí kostela
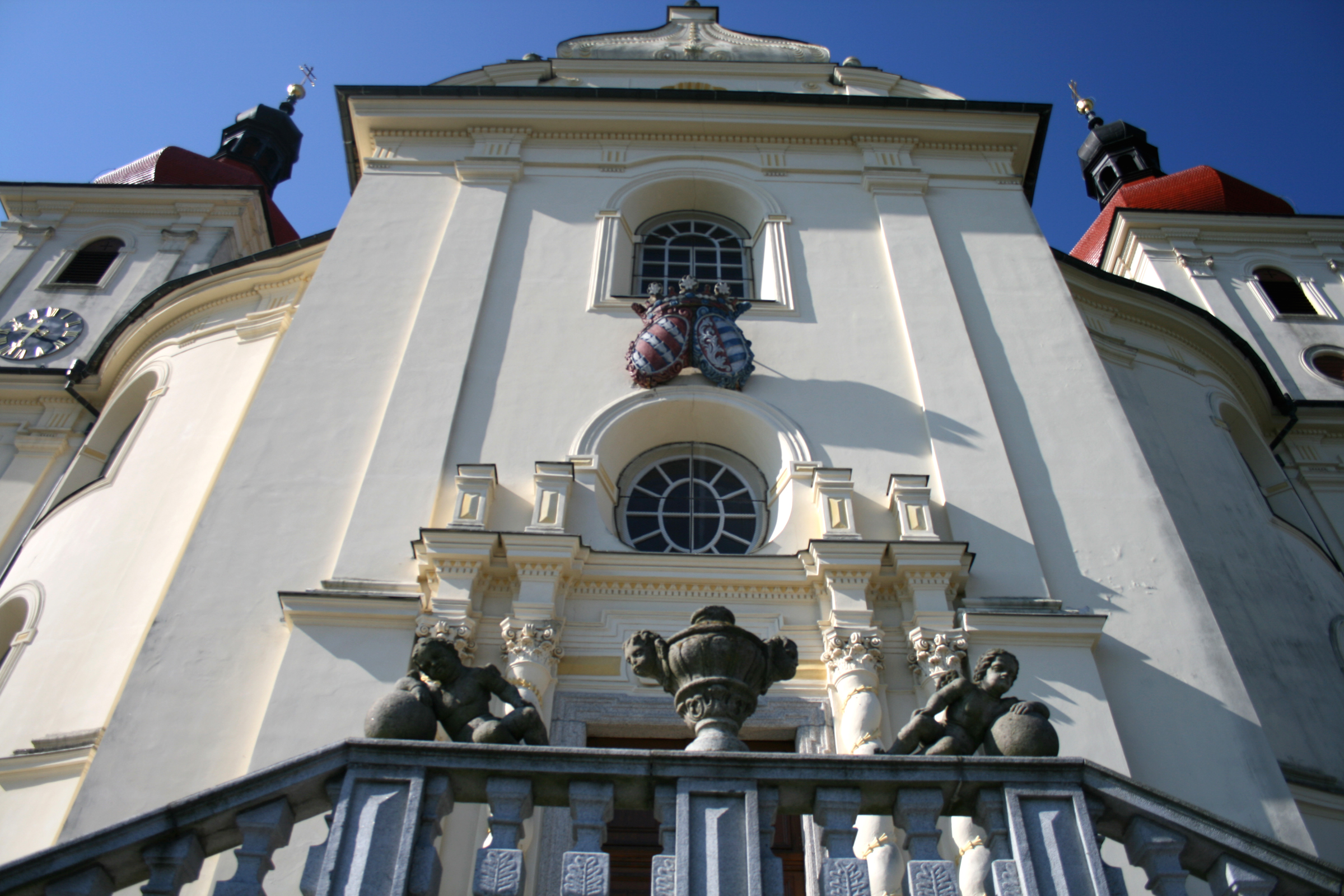
Vstupní průčelí kostela
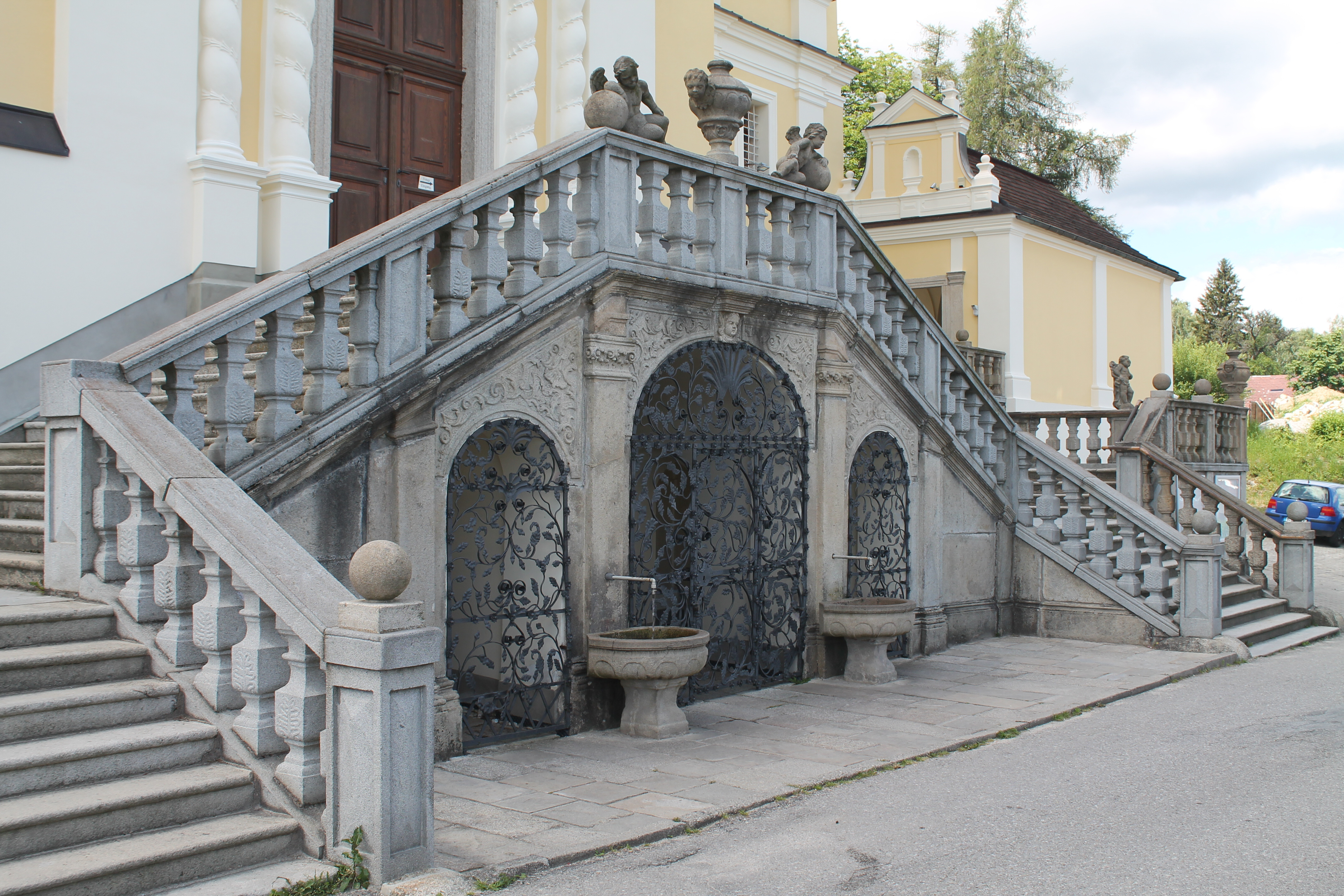
Vstupní schodiště s pramennou vodou
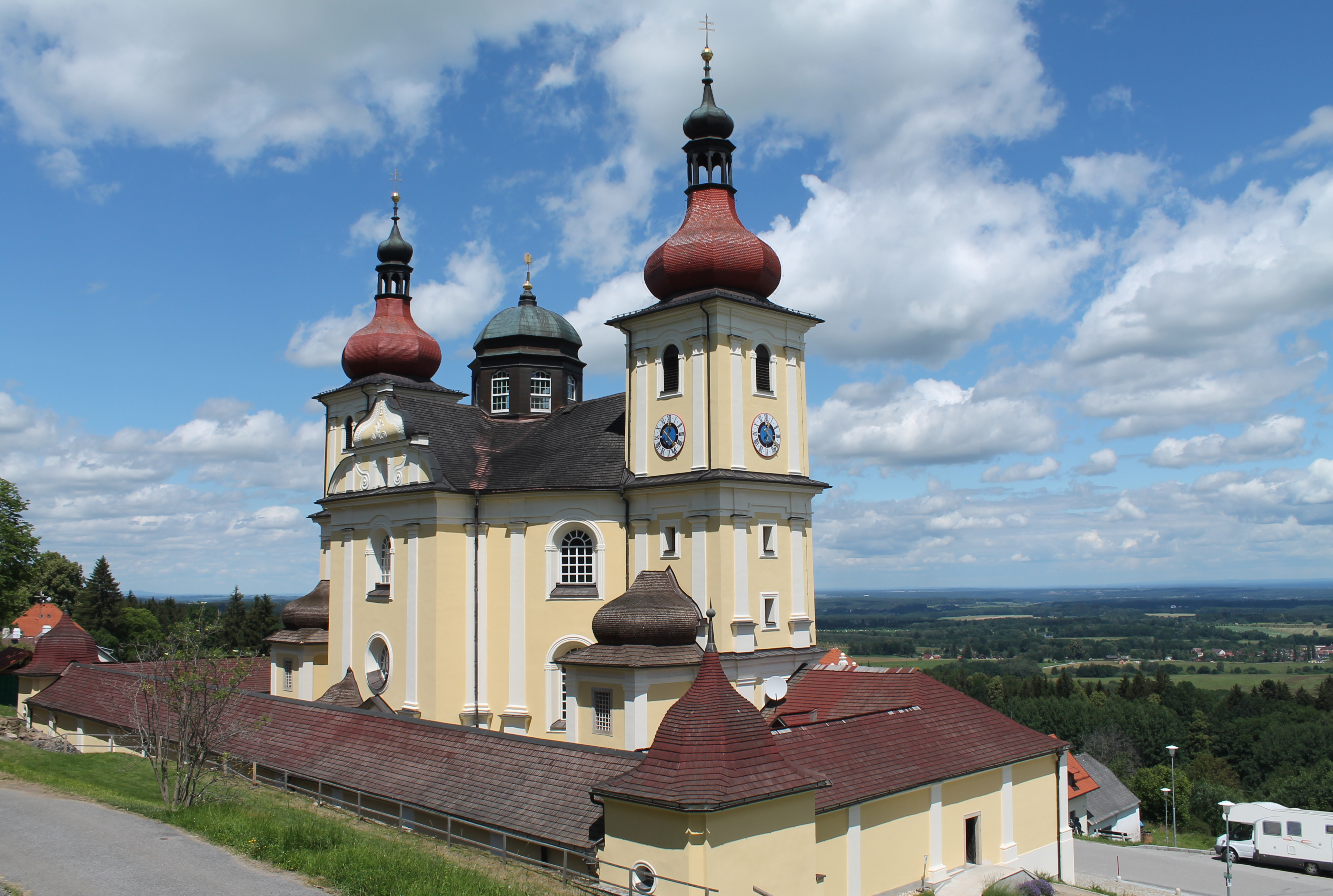
Zadní průčelí s ambitem
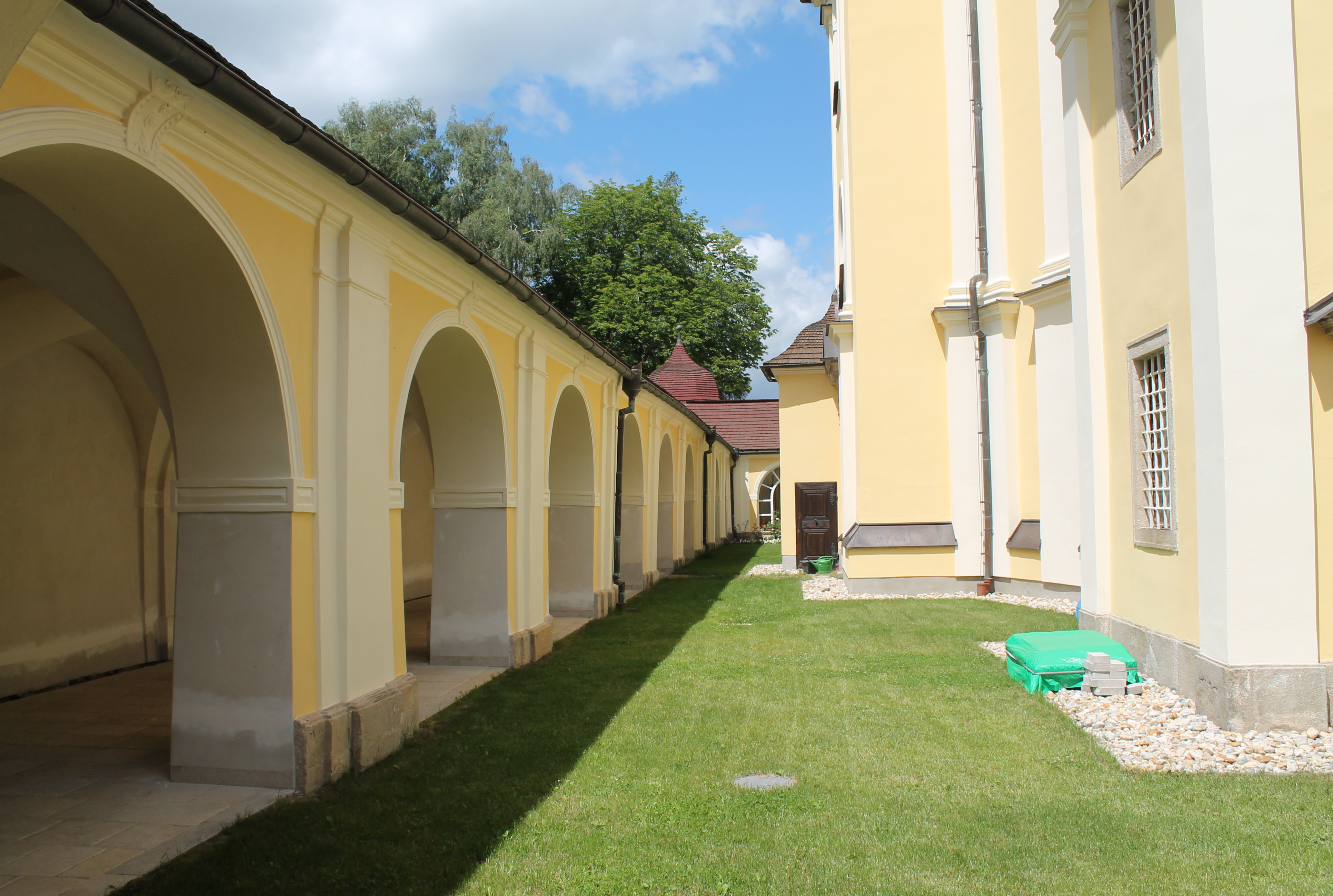
Ambity kolem kostela
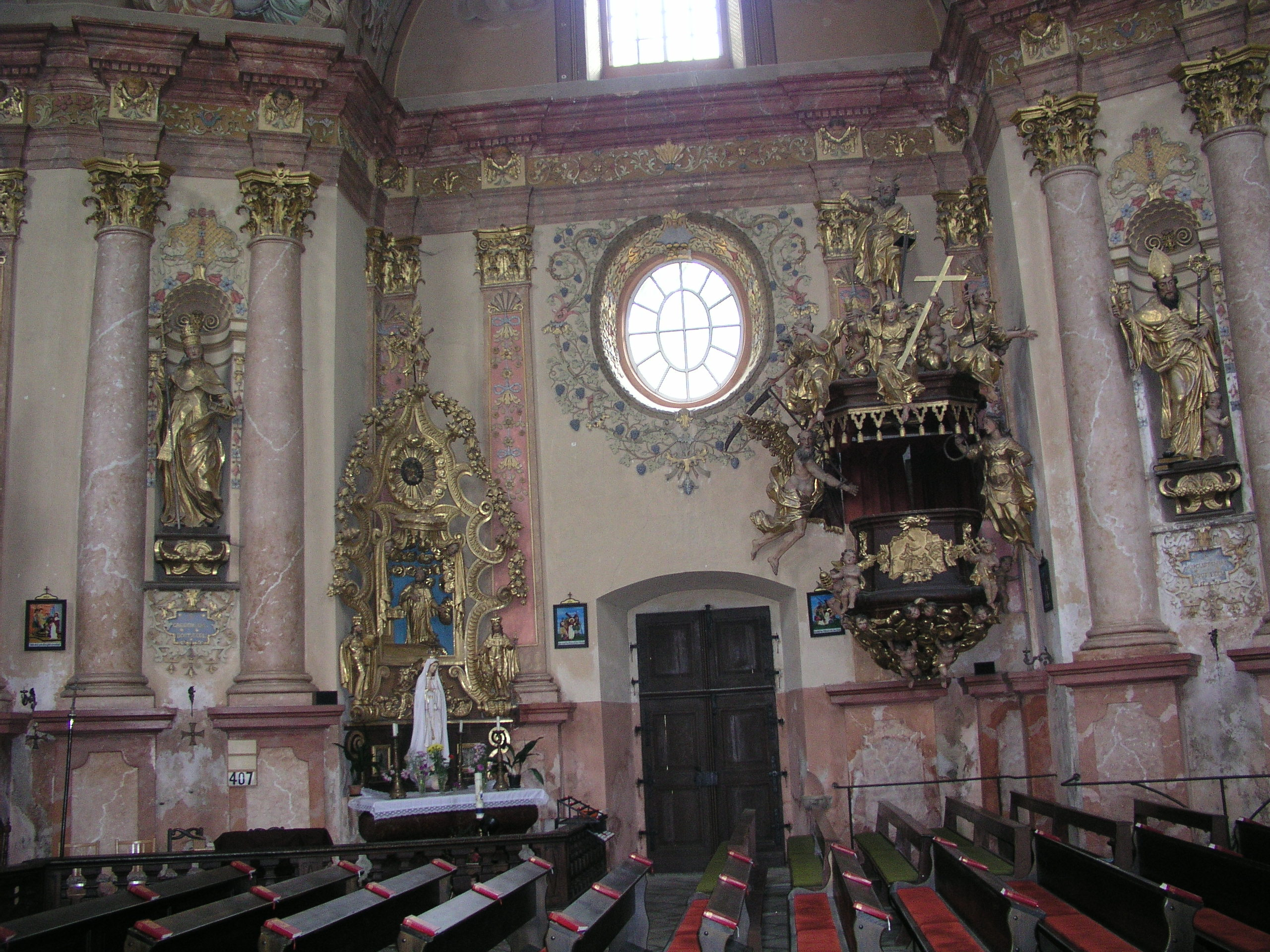
Interiér kostela
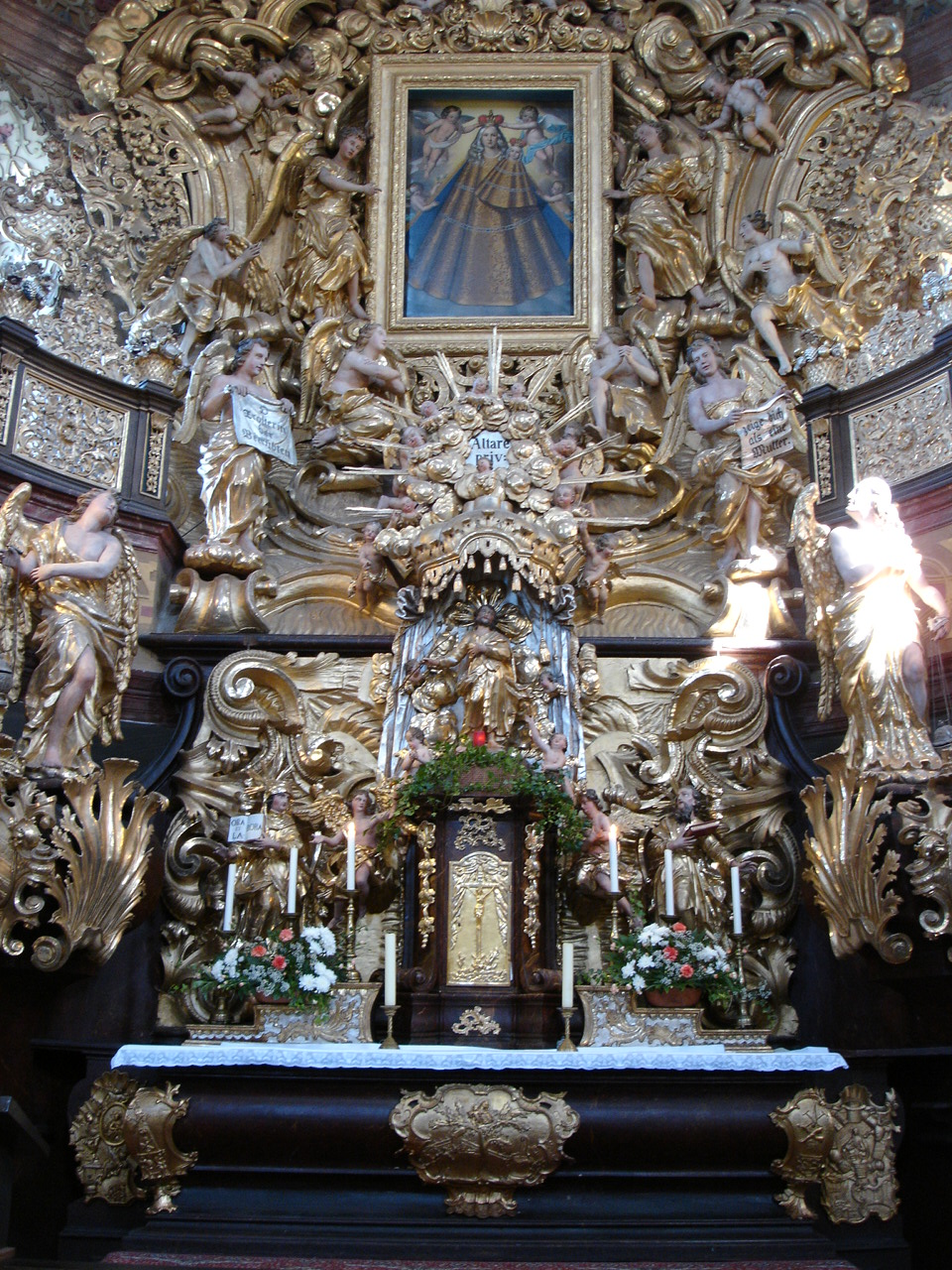
Hlavní oltář